# Daimler-Benz DB 603
Der Daimler-Benz DB 603 war ein flüssigkeitsgekühlter Zwölfzylinder-Flugmotor mit 44,5 Litern Hubraum und Benzindirekteinspritzung von Daimler-Benz. Von 1942 bis 1945 wurden insgesamt 8758 Motoren hergestellt.

## Technik
Um eine höhere Leistung für den Einsatzzweck als Antrieb für Bomber oder ähnliche mehrmotorige Flugzeuge zu erreichen, wurde aus dem „kleinen“ Flugmotor DB 605 (Hubraum 35,7 Liter) der DB 603 entwickelt. Wie dieser war er als V-Motor mit 60°-Bankwinkel und einer mechanischen Aufladung ausgelegt.
Durch Vergrößerung der Bohrung des DB-605-Motors um 8 mm auf 162 mm und des Hubes von 160 mm auf 180 mm hatte der neue Motor 8,8 Liter mehr Hubraum. Der einzelne Zylinder hatte damit einen Hubraum von etwa 3,7 Litern. Die Startleistung der ersten Serienausführung DB 603 A betrug 1750 PS (1287 kW) bei 2700 min−1 (zum Vergleich: 1475 PS/1085 kW bei 2800 min−1 beim DB 605).
Ein Charakteristikum des Daimler-Benz-Triebwerkes wie auch seiner Vorgänger seit dem 1932 gebauten Prototyp Daimler-Benz F4A war der Einbau mit „hängenden“ Zylindern (Kurbelwelle oben, daher auch „A-Motor“ genannt). Die hängende Anordnung erleichterte auch die Zugänglichkeit von Zylinderköpfen (Ventilsteuerung) und Zündkerzen bei der Wartung.
Der Motorblock wurde aus Aluminiumguss gefertigt und enthielt stählerne Zylinderlaufbuchsen. Er hatte je Zylinderbank eine über Königswelle angetriebene obenliegende Nockenwelle (OHC-Ventilsteuerung), die pro Zylinder vier Ventile über Rollenschlepphebel betätigte. Jeder Nocken betätigte nacheinander ein Auslass- und ein Einlassventil. Die Auslassventile waren natriumgekühlt. Das Triebwerk hatte eine kontaktgesteuerte Doppelzündung (Bosch-Zwillingsmagnetzünder) mit zwei Zündkerzen (Bosch DW250ET 7-10) je Zylinder. Die Zündfolge des DB 603A war 1–11–2–9–4–7–6–8–5–10–3–12.
Über eine Unterdruckeinrichtung höhenabhängig gesteuert, trieb die Kurbelwelle über eine hydraulische Kupplung den mechanischen Lader an. Dieser hatte die Aufgabe, den ansonsten mit zunehmender Höhe durch den abnehmenden Luftdruck sinkenden Füllungsgrad und den dadurch verursachten Leistungsabfall auszugleichen. Die Volldruckhöhe betrug 5700 Meter; darüber verlor der Motor kontinuierlich an Leistung.
Zur Brennstoffversorgung diente eine Benzindirekteinspritzung mit mechanischer 12-Stempel-Einspritzpumpe. Der Ölvorrat wurde über eine Trockensumpfschmierung mit drei Ölpumpen umgewälzt (eine Druck- und zwei Saugpumpen; je Zylinderkopf eine). Die Motordrehzahl wurde über ein Luftschraubengetriebe mit geradverzahnten Stirnrädern untersetzt.
Eine Sonderform stellte der Doppelmotor DB 613 dar, der aus zwei gekoppelten (spiegelbildlich aufgebauten) DB 603 bestand, die eine Propellerwelle antrieben.

### Probleme
Bei der Einführung des DB 603 in den Jahren 1942/1943 gab es anfängliche Probleme mit der Zuverlässigkeit; die geplanten 100 Betriebsstunden bis zur Grundüberholung wurden erst 1944 annähernd erreicht. Zu Beginn mussten die Triebwerke oft schon nach 40 Betriebsstunden ausgetauscht werden.

### Einsatz
Der DB 603 wurde in verschiedenen Versionen als Triebwerk für die Dornier Do 217, Dornier Do 335, Heinkel He 219, Messerschmitt Me 309, Focke-Wulf Ta 152, Messerschmitt Me 410 und Fiat G.56 eingesetzt.

## Versionen

### Serienversionen
- DB 603A: 5700 m Volldruckhöhe; B4-Treibstoff, 87 Oktan; 1942/43

Startleistung: 1750 PS (1290 kW) bei 2700/min auf Meereshöhe
- DB 603AA: DB 603A mit größerem Lader und 7300 m Volldruckhöhe, B4-Treibstoff; 1944

Startleistung: 1670 PS (1231 kW) bei 2700/min
- DB 603E: 7000 m Volldruckhöhe, B4-Treibstoff; 1944/45

Startleistung: 1800 PS (1327 kW) bei 2700/min

### Planungen und Prototypen
- DB 603G: DB 603A mit höherer Verdichtung; C3-Treibstoff, 100 Oktan; Entwicklung 1944 gestoppt

Startleistung: 1900 PS (1395 kW) bei 2700/min
- DB 603L/LA: Prototypen mit zweistufigem Lader, B4-Treibstoff; 1944/45

Startleistung: 2000 PS (1470 kW), Volldruckhöhe 9200 m
- DB 603N: Prototypen mit zweistufigem Lader, C3-Treibstoff; 1944/45

Startleistung: 2800 PS (2060 kW) bei 3000/min, Volldruckhöhe 11.000 m
- DB 603S: DB 603A mit experimentellem TK-11-Turbolader; 1941/42 Erprobung mit Fw 190 B/C

Startleistung: 1750 PS (1285 kW)
- DB 603U: Prototypen mit Turbolader, Volldruckhöhe 13.000 m

- MB 509: Eine in der Verdichtung reduzierte Ausführung mit 1080 PS (794 kW) für den Panzerkampfwagen VIII Maus

Hinweis: Alle Leistungsdaten Start-/Notleistung in Meereshöhe

## Technische Daten DB 603 A
- Zwölfzylinder-V-Motor mit 60° Bankwinkel mit hängenden Zylindern (Kurbelwelle oben; auch „A-Motor“ genannt)
- Ventilsteuerung: Je Zylinderbank eine über Königswelle angetriebene obenliegende Nockenwelle (OHC), die je Zylinder zwei Einlass- und zwei Auslassventile betätigt.
- Gemischbildung: Benzindirekteinspritzung Bosch PZ 12 HP 120
- Zündmagnet: Bosch ZM12 CR8
- Zündzeitpunkt: 44°-0° vor OT
- Bohrung: 162 mm
- Hub: 180 mm
- Hubraum: 44,5 Liter
- Verdichtungsverhältnis: 7,5:1 (linke Zylinderreihe); 7,3:1 (rechte Zylinderreihe)
- Kühlung: Flüssigkeit (Glykol/Wasser-Gemisch als Kühlmittel)
- Schmierung: Trockensumpfschmierung mit einer Druck- und zwei Saugpumpen (je Zylinderkopf eine)
- Länge: 2610 mm
- Breite: 830 mm
- Höhe: 1156 mm
- Trockenmasse: 920 kg
- Maximale Startleistung: 1750 PS (1288 kW) bei 2700/min (1,4 bar)
- Höchste Dauerleistung: 1375 PS (1011 kW) bei 2300/min (1,2 bar)
- Kompressorübersetzung: 4.43:1-9.23:1
- Propellerübersetzung: 0,518:1
- Literleistung: 39,3 PS/l (28,9 kW/l)
- Gewichtsbezogene Leistung: 1,9 PS/kg (1,4 kW/kg)
- Treibstoffverbrauch: 565–330 l/h
- Schmierstoffverbrauch: 14–7 l/h
- Treibstoff: Benzin, Typ B4 mit einer Oktanzahl von 87 ROZ[2]